# Лиховид, Георгий Иванович
Георгий Иванович Лиховид (8 апреля 1948, Ворошиловград, Украинская ССР —  11 апреля 2025, Волгодонск, Россия) — монументалист, живописец, график, профессор, заслуженный художник России. Лауреат Гран-При "Золотая кисть-98". Обладатель Гран-при XXVIII Международного конкурса художников-эмальеров в Венгрии.

## Биография
Георгий Лиховид родился в Луганске в 1948 году. В 1963 году окончил художественную школу.
Георгий Лиховид в 1974 году стал выпускником Одесского государственного педагогического института им. К. Д. Ушинского, получил специализацию как преподаватель рисования и черчения по специальности «Рисование и черчение». В этом же году начал участвовать в отечественных и зарубежных выставках. 
В 1983 году окончил Ленинградское высшее художественно-промышленное училище им. В. И. Мухиной, художник-монументально-декоративной живописи по специальности «Монументально-декоративное искусство».
В 1983 году приехал в Волгодонск, в 1985 стал членом Союза художников РФ в 1985 году.
Лауреат Гран-При «Золотая кисть-98».
В 2002 году стал обладателем Гран-при XXVIII Международного конкурса художников-эмальеров в Венгрии.
В 2004 году получил звание «Заслуженного художника России». В 2006 году стал членом Творческого Союза художников России. В 2007 году его наградили Серебряной медалью Российской Академии Художеств.
В 2012 году получил звание "Заслуженного деятеля искусств Международной Ассоциации «Искусство народов мира» и стал Действительным членом Российской Академии народного искусства. 
В августе 2012 года занял должность профессора кафедры «Дизайна и ДПИ» ЮФУ.
В 2012 году Георгия Лиховида наградили Золотой медалью Российской академии художеств за заслуги в области изобразительного искусства и активную выставочную деятельность.
Преподавал спецграфику и академическую скульптуру в ДГТУ.
Умер 11 апреля 2025 года после продолжительной болезни.

## Выставки
С 1974 года участник более 300 выставок в России и за рубежом, более 130 персональных выставок в Луганске, Горячем Ключе, Ростове-на-Дону, Шахты, Донецке, Самаре, Волгограде, Дармштадте, Ганновере, Дели, Париже, Нюрнберге, Санкт-Петербурге, Москве, Саарбрюккен.

#### Экспозиции в музеях и галереях
Работы художника хранятся в Российском фонде «Русская эмаль» (г. Москва), в Международном музее горячей эмали (Венгрия, г. Кечкемет), в Музее Юмора и Сатиры (Болгария, г. Габрово), в Московском музее современного искусства (Москва), во Всероссийском музей ДПИ (г. Москва), в Российском музее горячей эмали (г. Железноводск), в Музее изобразительного искусства г. Ростов-на-Дону, в Волгодонском художественном музее, в Краеведческих музеях в г. Волгодонск и в Шахты, в Сальской, Таганрогской, Лангепасской картинных галереях.

## Награды и премии
- Лауреат премии ЦК ЛКСМ Украины, 1980г., г. Киев
- Лауреат Гран-При «Золотая кисть-98», 1998г., г. Москва
- Лауреат Гран-при XVIII Международного симпозиума эмальерного искусства, Венгрия (г. Кечкемет) 2002 г.
- Награжден дипломами II и I степени в выставках-конкурсах «Во славу Фаберже», г. Ростов-на-Дону (2000г. и 2002г.)
- К 250-летию Российской Академии Художеств награжден дипломами «Достойному» и «За большой вклад в развитие эмальерного искусства России», 2005-2006 гг.
- Награжден Серебряной медалью Российской Академии Художеств, 2006г., Москва[5].